# Bromsbelägg

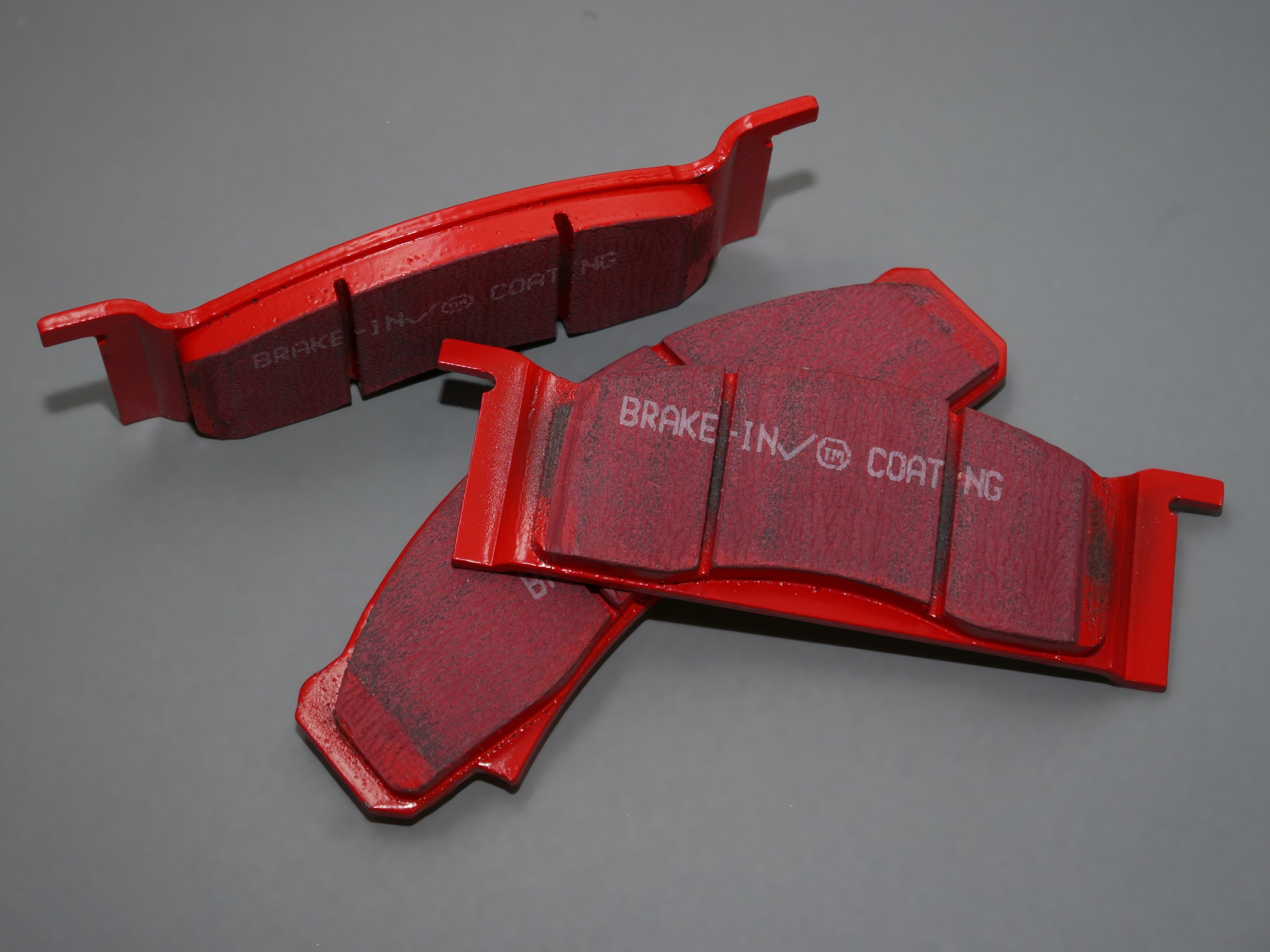
Brombelägg för sportbilar

Bromsbelägg är en delkomponent som ingår i skivbromsens uppbyggnad och används vanligen inom bilbranschen. Bromsbeläggen är uppbyggda genom att ha en bas gjord av stål där slitagedelen, ett material med hög friktion, fästes på stålplattan. Bromsbelägget är den del som är i kontakt med bromsskivan vid inbromsning.

## Beskrivning
Bromsbelägg omvandlar fordonets kinestiska energi till termisk energi med hjälp av friktion.
Vid mycket hård bromsning under lång tid, kan det bli så varmt att friktionen minskar eller helt upphör. Det är en risk vid bilkörning i långa utförslut i alptrakter. Där bör i stället s.k. motorbromsning tillgripas.
Bromsbelägg i olika material:
Bromsbelägg kan tillverkas av olika material såsom organiska (NAO), keramiska och semi-metalliska. Varje material har sina egna fördelar och nackdelar. Organiska material är tysta men slits snabbare, keramiska material erbjuder bra prestanda och låg ljudnivå, medan semi-metalliska material är hållbara men kan vara bullriga.